# Isang Yun
Isang Yun (Tongyeong, Gyeongsangnam-do (Corea del Sud), 17 de setembre, 1917 - Berlín (Alemanya), 3 de novembre, 1995), va ser un compositor, violinista, guitarrista i violoncel·lista alemany nascut a Corea del Sud que va ser actiu a Alemanya Occidental i l'Alemanya unificada.
Entre els seus deixebles coreans hi ha Kang Seok-hee i Baek Byeong-dong, que van ser professors de composició a la Universitat Nacional de Seül.

## Activitats a Corea
Yun Yi-sang va néixer a com el fill gran de dos fills i tres filles de Yun Gi-hyeon (尹基鉉), que provenia d'una família erudita, i Kim Sun-dal (金順達), que provenia d'una família de camperols. Es diu que la mare de Yun I-sang va tenir un somni en què un drac envoltava la muntanya de Jirisan. A partir dels cinc anys vaig anar a una escola privada que ensenyava clàssics xinesos durant tres anys. Va ingressar a l'escola primària pública de Tongyeong als vuit anys. Va mostrar talent per a la música cantant amb l'acompanyament del geomungo i llegint bé la música. Als tretze anys va aprendre violí i guitarra i fins i tot va escriure les seves pròpies melodies. Va decidir convertir-se en compositor després d'escoltar una melodia que va compondre tocada en una sala de cinema local.
Després de graduar-se a l'escola primària, Yun I-sang va entrar a l'escola comercial de Tongyeong Hyupsung d'acord amb els desitjos del seu pare, que es va oposar a que es convertís en músic, però finalment va pujar a Seül dos anys més tard, va estudiar harmonia amb un violinista de la banda militar i va ensenyar música clàssica occidental a la biblioteca.
El 1935, amb el permís del seu pare per estudiar música si anava a una escola comercial, va entrar a una escola comercial a Osaka, Japó, i va estudiar violoncel, composició i teoria musical a l'"Osaka College of Music". En aquest moment, vivint en una zona on vivien coreans reclutats per la força, va prendre consciència social i política quan veia la gent oprimida.
L'any 1937, va tornar a Tongyeong i va treballar com a professor a l'Acadèmia Hwayang (ara Hwayang Elementary School), va continuar estudiant literatura d'òpera i component, i va publicar la seva primera col·lecció de cançons infantils, "Mokdong's Song". El 1939, va tornar al Japó i va estudiar contrapunt i composició amb Tomoziro Ikenouchi. Va tornar a Corea el 1941 quan el Japó va entrar a la Segona Guerra Mundial. Es van descobrir les partitures de les seves cançons de Joseon i va ser empresonat durant dos mesos el 1944. Després, va emmalaltir d'una tuberculosi a Seül i va ser hospitalitzat a l'Hospital Universitari Imperial de Gyeongseong quan va arribar l'alliberament.
Després de l'alliberament, va tornar a la seva ciutat natal i va crear l'Associació Cultural Tongyeong amb artistes de Tongyeong, com Yoo Chi-hwan, Kim Chun-soo i Jeong Yun-ju, i es va fer càrrec del departament de música. En aquest moment, va compondre cançons escolars per a gairebé totes les escoles de Tongyeong, inclosa la Tongyeong High School. (La cançó de l'escola de la Universitat de Corea també és la seva obra.) I després de saber parlar d'orfes de guerra a Busan procedents del Japó, es va convertir en el director de l'orfenat de la ciutat de Busan.

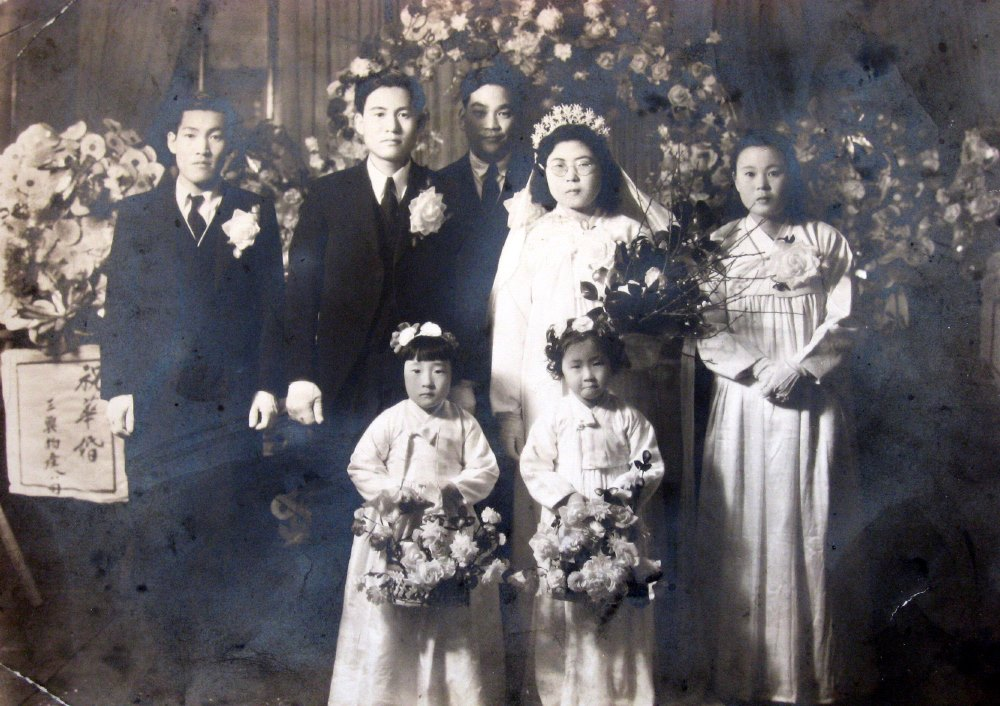
Foto del casament de Yoon Yi-sang i Lee Su-ja

El 1948, va treballar com a professor de música a l'escola secundària de noies de Tongyeong, després es va traslladar a l'escola normal de Busan, on va ensenyar música i va compondre música. L'agost següent, la col·lecció de cançons "Dalmuri" es va publicar a Busan, i les cançons incloses en ella, com "Gopunguisang" i "Cheonchu", es van cantar àmpliament durant la dècada de 1960. El 30 de gener de 1950 es va casar amb Lee Su-ja, que era professor de coreà a la mateixa escola. L'agost del mateix any va néixer la seva primera filla, Jeong. Durant la guerra de Corea, va treballar a l'Associació d'Escriptors d'Exposicions de Busan i a l'escola secundària de Busan, però quan es va signar l'armistici el 1953, va arribar a Seül amb la seva família.
Va ensenyar composició i teoria musical a la Facultat d'Arts de la Universitat Nacional de Seül i a la Universitat de Dones Deoksung, i va publicar activament les seves obres i crítiques. El 1954, va exercir com a secretari general de l'"Associació de Compositors de Corea", que es va establir recentment a Seül després de ser anomenada "Associació de Compositors d'Exposicions". El mateix any, va escriure l'article "Els problemes del món del mal". L'abril de 1956, va rebre el 5è Premi Cultural de la Ciutat de Seül per al Quartet de corda núm. 1 i Trio de piano. Aquesta va ser l'oportunitat per a ell de marxar a Europa per estudiar tècniques de composició i teoria musical del segle xx, difícils d'aconseguir a Corea del Sud en aquell moment.

## Activitats a Europa

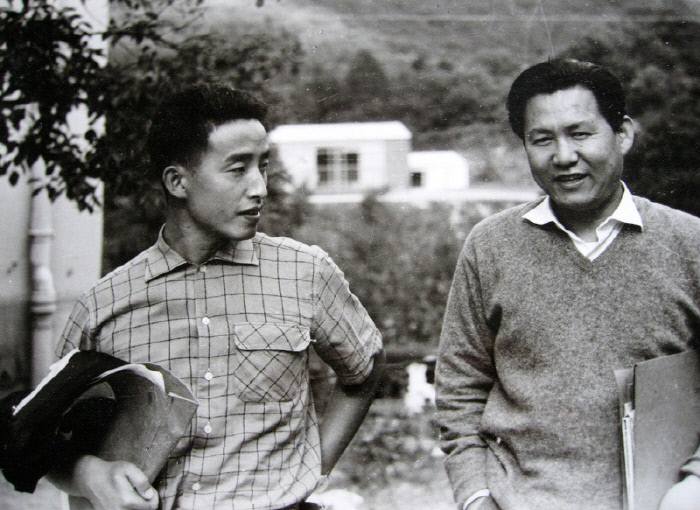
Nam June Paik i Isang Yun a Darmstadt, 1959

Es va quedar a París el 1956 i va marxar a Berlín el 1957. Entre els seus professors hi havia Reinhard Schwarz-Schilling, Boris Blacher i Josef Rufer. El 1958 va assistir a l'Escola Internacional de Música Contemporània de Darmstadt, on es va familiaritzar amb altres compositors. El 1958 va estrenar Cinc peces per a piano a Bilthoven i Música per a set instruments a Darmstadt. El seu treball, que incorporava elements de la música d'Àsia oriental a la música occidental, va començar a cridar l'atenció del món de la música.
Es va establir a Berlín Oest el 1964 amb la seva dona i els seus dos fills. El seu oratori sobre temes budistes, O Pearl in the Lotus (1964), estrenat el 1965, i la seva obra orquestral Yeak, estrenada al Festival de Donauschingen el 1966, li van donar fama internacional.

## Incident de Dongbaekrim

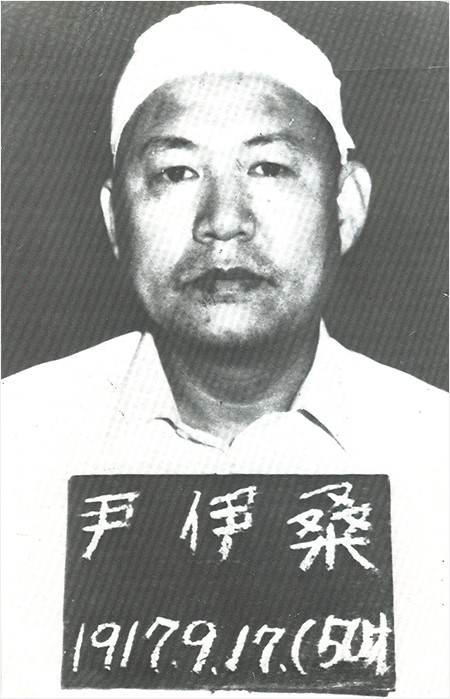
Detingut en l'incident de Dongbaekrim

L'abril de 1963 va visitar Corea del Nord per primera vegada i va conèixer el seu amic de molt de temps, Choi Sang-hak. També va visitar Corea del Nord per obtenir inspiració artística a través del Sasindo, que expressa els ideals d'una nació en forma d'animals. Tanmateix, el règim de Park Chung-hee, que aleshores defensava l'anticomunisme com a política nacional, va detectar les activitats pro-Corea del Nord de Yun I-sang i va iniciar una investigació.
El 17 de juny de 1967, Yun I-sang i la seva dona Lee Su-ja van ser arrestats per l'Agència Central d'Intel·ligència i enviats de tornada a Seül. Va ser acusat de ser espia juntament amb altres estudiants d'intercanvi que van anar a Europa, condemnat a mort i empresonat al centre de detenció de Seül.
Isang Yun, que va intentar suïcidar -se el 1969, finalment va rebre permís per treballar en la música i va escriure l'òpera El somni de la papallona. L'obra acabada va ser lliurada a Alemanya per la seva dona, que havia quedat en llibertat provisional, i es va estrenar a Nuremberg el 23 de febrer de 1969, sota el títol La vídua de la papallona, rebent 31 trucades de cortina i rebent grans elogis. Va compondre "Yul" i "Yeolsang" mentre estava hospitalitzat a causa del deteriorament de la seva salut a la presó.
Mentrestant, uns 200 músics europeus, liderats per Igor Stravinski i Herbert von Karajan, van presentar conjuntament una petició al govern de Corea del Sud per protestar contra l'empresonament de Yun Isang. Entre els que van signar hi havia Per Nørgaard, Luigi Dallapiccola, György Ligeti, Arne Mällnäs, Karlheinz Stockhausen, Josef Keilbert, Maurizio Kagel, Otto Klemperer, Hans Werner Henze i Heinz Holliger. En el primer judici el 13 de desembre de 1967, Yun I-sang va ser condemnat a cadena perpètua, però la sentència es va reduir en el nou judici i el tercer judici, i va ser alliberat el 25 de febrer de 1969 com a indult presidencial especial. A causa de la forta resistència dels músics d'arreu del món, va canviar la seva ciutadania a Alemanya Occidental, i després d'això, no se li va permetre entrar a Corea del Sud fins a la seva mort, i el govern de Corea del Sud va prohibir la interpretació de la música que va compondre.
De 1969 a 1970 va ser professor a la Universitat de Música de Hannover i de 1977 a 1987 a la Universitat de les Arts de Berlín.
Entre els seus deixebles coreans hi ha Kang Seok-hee i Baek Byeong-dong, que van exercir com a professors de composició a la Universitat Nacional de Seül. Se sap que va guiar l'incident de Dongbaekrim des de la presó.

## Després de l'incident de Dongbaekrim
Yun I-sang es va convertir en ciutadà naturalitzat d'Alemanya Occidental el 1971. Després d'això, va anar i tornar a Corea del Nord mentre treballava en el seu art. A Corea del Nord, el Festival de Música Yun Isang se celebra anualment des de 1982, i la seva música es va llançar i també es va poguer interpretar a Corea del Sud. El 1988 es va fer una proposta als governs de Corea del Nord i del Sud per celebrar un concert conjunt Nord-Sud al Japó, i això es va realitzar l'octubre de 1990, 17 representants de l'Ensamble de Música Tradicional de Seül van ser convidats a Pyongyang per celebrar un concert d'unificació pan-nacional.

## Mort
El setembre de 1994 es va celebrar el Festival de Música Yun Isang a Seül, Busan, Gwangju i altres llocs. Yoon Sang-eun va intentar assistir, però es va mostrar en conflicte per la seva negativa a complir la petició del govern de Corea del Sud de cessar totes les activitats polítiques, i finalment va ser hospitalitzat a causa del deteriorament de la salut. Entre les seves pertinences en aquesta època hi havia un disc de cançons populars de Namdo d'Ahn Sook-seon. Va morir d'una pneumònia a l'Hospital Wald de Berlín, Alemanya, a les 16:20 del 3 de novembre de 1995.
Es diu que després de la seva mort, es va enviar una corona de flors a nom de Kim Jong-il i es va celebrar un concert nacional a Corea del Nord.
El gener de 2006, la Comissió de Veritat i Reconciliació del Servei Nacional d'Intel·ligència va anunciar els resultats de la seva investigació que l'incident de Dongbaekrim en què estava implicat havia estat exagerat i sobre-interpretat per silenciar les fortes crítiques a les eleccions manipulades. Una celebració que commemora el 90è aniversari del naixement de Yun Isang.

## Música
Es valora com una obra única que incorpora elements orientals a la música occidental. Hi ha moltes cançons basades en el taoisme i el budisme, i també hi ha cançons amb lletres basades en passatges de la Bíblia. Va passar la major part de la seva vida com a cristià, però es va convertir al budisme en els seus últims anys. Mitjançant l'aplicació de tècniques de composició d'avantguarda de l'època, com la tècnica del cluster, va ser pioner en les tècniques de composició originals de la tècnica del to principal (alemany: Hauptton) i la tècnica del so principal (alemany: Hauptklang), que li van permetre expressar tons i estètica orientals amb instruments i sistemes musicals occidentals.

## Primer ministre
- 1956 Premi Cultural de la Ciutat de Seül
- Orde del Mèrit de la República Federal d'Alemanya, 1988.
- 1992 Premi al Mèrit de l'Acadèmia Lliure de les Arts d'Hamburg.
- Medalla Goethe, 1995.[8]

## Educació
- Graduat a l'escola primària de Tongyeong, Gyeongsangnam-do
- Va abandonar l'escola secundària de comerç de Hyupsung, Tongyeong, Gyeongsangnam-do
- Escola comercial d'Osaka, Japó, grau associat
- Escola de música d'Osaka, Japó, grau associat
- Llicenciat en Música, Conservatori Nacional de París, França
- Màster en Música, Universitat de les Arts de Berlín, Alemanya

## Doctor Honoris Causa
Doctor honoris causa en Filosofia, Universitat Eberhard Karls, Tübingen, Alemanya

## Commemoració
Corea

- Fundació Yun Isang Peace Arxivat el 25 de juny de 2008 - Wayback Machine
- Premi Internacional de Composició Yun Isang
- Festival Internacional de Música de Tongyeong
- Al lloc de naixement de Yun Isang a Dochon-dong, Tongyeong-si, hi ha el Yun Isang Memorial Hall i el carrer Yun Isang.

República Popular Democràtica de Corea

- Orquestra Yoon Isang.
- Setembre de 1984: s'estableix l'Institut d'Investigació Musical Yoon Isang.
- El Festival de Música Yun Isang se celebra anualment.

Alemanya

Associació Internacional Yun I-sang
Luise Rinser va publicar una col·lecció de les seves converses amb Isang Yun sota el títol El drac ferit (Der verwundete Drache: Dialog über Life and Work of Komponisten). Una pel·lícula amb el mateix títol es va produir i es va programar per a l'estrena el 2007, [2] però arxivada el 14-03-2005 - Wayback Machine A partir de 2011, no s'ha estrenat.

## Obres principals
Per conèixer la enorme obra d'Isang Yun, aneu al seu arxiu de la Viquipèdia de Corea del Sud.